# Ecclesia in America
Ecclesia in America es la exhortación apostólica escrita por el Papa San Juan Pablo II , publicado el 22 de enero de 1999. La exhortación da seguimiento a la Asamblea Especial para América del Sínodo de los Obispos, que se reunió en la Ciudad del Vaticano del 16 de noviembre al 12 de diciembre de 1997. Se dirige a la Iglesia en el continente americano.

## Inicios
El Papa en 1992 en Santo Domingo hizo la propuesta de un encuentro sinodal para que todas las iglesias particulares de América pudieran unirse y cooperar entre ellas, trabajar juntas por la Nueva Evangelización y enfrentar los problemas relativos a la justicia y la solidaridad entre todas las naciones del Continente, teniendo en cuenta que las dos partes del mismo son muy diversas entre sí por su origen y su historia y que la cuestión de la justicia en las relaciones económicas internacionales debe considerar la enorme desigualdad entre el norte y el sur.
Del 16 de noviembre al 12 de diciembre de 1997 se celebró en Roma el Sínodo de América con la participación de Obispos y otros delegados de Canadá, Estados Unidos, América Latina y el Caribe. Al final de un mes de deliberaciones aprobaron, mediante una votación, 76 Proposiciones, como un resultado concreto de sus reflexiones e intercambios. Esas Proposiciones fueron entregadas a la Secretaría General del Sínodo que con la ayuda de una Comisión Postsinodal de 15 obispos preparó un borrador que fue entregado al Santo Padre. El Papa, con sus asesores y teólogos personales, escribió la Exhortación Apostólica Postsinodal "Ecclesia in America".
Esta Exhortación fue entregada solemnemente en la Basílica de Guadalupe en la Ciudad de México el 23 de enero de 1999 ante la presencia de unos 400 obispos de toda América en el marco de la cuarta visita de Juan Pablo II a ese país.
Un hecho muy importante para entender el significado profundo de esa ceremonia y la orientación del documento fue la homilía que el Papa pronunció en la Basílica. Por una parte señaló la veneración de América hacia la Virgen María y por otra coloca la Exhortación en el corazón de la realidad social del continente. Con fuerza, desde la Basílica de Guadalupe, hizo sonar el cuerno del jubileo, gritó con voz profética: "¡No más violencia, terrorismo, ni tráfico de drogas! ¡No más tortura u otras formas de abuso! Tenemos que poner fin al innecesario recurso de la pena de muerte. ¡No más explotación del débil, discriminación racial o ghettos de pobreza! ¡Nunca jamás!".
La Exhortación apostólica Ecclesia in America dedica, pues, algunas páginas a los santos, como los mejores frutos de la evangelización americana, como testigos irradiantes de su identidad cristiana, modelos heroicos de vida cristiana, compañía intercesora de quienes aún peregrinan por tierras del continente.

## Contenido

### Capítulo I:El encuentro con Jesucristo vivo
El documento comienza destacando los encuentros con el Señor en el N.T.: la mujer samaritana, Zaqueo, María Magdalena, los discípulos de Emaús, y finalmente Pablo de Tarso. Como no-encuentro se menciona el caso del joven rico. Aquí el texto nos da el paradigma bíblico de lo que es el encuentro con Cristo. Destacamos la centralidad en los encuentros después de Pascua de la Magdalena, llamada "la apóstol de los apóstoles".

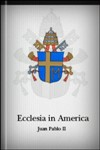
Ecclesia Carta Apostolica

### Capítulo II:El encuentro con Jesucristo en el hoy de América
En este capítulo se nos presenta la situación real y concreta donde nos encontramos con Cristo.La identidad del continente americano se afirma como cristiana, no católica, pues existen otras confesiones cristianas. Se presenta como urgente el compromiso ecuménico. La mejor expresión de la identidad cristiana del continente son sus santos y sus mártires. Se recuerda el santoral americano y los numerosos mártires del pasado. También se cita la Tertio Millennio Adveniente que nos pide no perder el recuerdo de quien han sufrido el martirio en nuestro tiempo actual(15). Recordamos así a Mons. Oscar A. Romero, los mártires jesuitas de El Salvador, los catequistas del El Quiché, en Guatemala y tantos otros.

### Capítulo III:Camino de conversión
En la realidad donde nos encontramos con Jesucristo, hay santidad y hay pecado, por lo que se hace necesario un discernimiento y una conversión para poder optar. Por eso tenemos ahora este capítulo sobre la conversión. Primero se define la conversión, no sólo como un cambio en la manera de pensar, sino como un cambio del propio modo de actuar. Esta conversión debe prepararse y cultivarse con la lectura orante de la Sagrada Escritura y la recepción de los sacramentos de la Reconciliación y la Eucaristía.

### Capítulo IV:Camino para la comunión
La Iglesia es sacramento de comunión. Esta comunión de vida en la Iglesia se obtiene por los sacramentos, especialmente la Eucaristía (35). El obispo, promotor de comunión, debe suscitar la conciencia de que la diócesis es la expresión visible de la comunión eclesial, que se forma en la mesa de la Palabra y de la Eucaristía. La comunión entre la Iglesias particulares del norte y del sur de América, debe fomentarse con reuniones interamericanas y con comisiones específicas, para profundizar temas comunes que afectan a toda América, especialmente en el campo de las comunicaciones, la misión, la educación, las migraciones y el ecumenismo.

### Capítulo V:Camino para la solidaridad
Este capítulo está bien trabajado y es novedoso en la tradición del magisterio de la Iglesia. Comienza definiendo la solidaridad (en referencia a Mt 25), y la cultura de la solidaridad a favor de los pobres y marginados: "La solidaridad es fruto de la comunión que se funda en el misterio de Dios uno y trino, y en el Hijo de Dios encarnado y muerto por todos. Se expresa en el amor cristiano que busca el bien de los otros, especialmente de los más necesitados. Partiendo del Evangelio se ha de promover una cultura de la solidaridad que incentive oportunas iniciativas de ayuda a los pobres y a los marginados".

### Capítulo VI:La misión de la Iglesia hoy en América: La Nueva Evangelización
La temática del Sínodo comienza con el encuentro con Jesús vivo y termina con la misión de la Iglesia en la nueva Evangelización. El Encuentro es en función de esta Misión, de la cual habla este último capítulo. Comienza reafirmando el mandato misionero de Jesús a los Apóstoles y la participación de los laicos en la vocación misionera de la Iglesia. Los laicos han sido hechos partícipes de la función sacerdotal, profética y real de Cristo. Por su participación en el oficio profético están realmente implicados en la tarea misionera de la Iglesia. Se define la nueva evangelización como la adaptación de la misión evangelizadora de la Iglesia a la nueva situación en la cual se encuentra hoy el mundo y la Iglesia.

## Estructura
1. INTRODUCCIÓN
2. EL ENCUENTRO CON JESUCRISTO VIVO
3. EL ENCUENTRO CON JESUCRISTO EN EL HOY DE AMÉRICA
4. CAMINO DE CONVERSIÓN
5. CAMINO PARA LA COMUNIÓN
6. CAMINO PARA LA SOLIDARIDAD
7. LA MISIÓN DE LA IGLESIA HOY EN AMÉRICA:LA NUEVA EVANGELIZACIÓN
8. CONCLUSIÓN